# Thomas Round
Thomas Round est un acteur, scénariste et un chanteur lyrique britannique, né le 18 octobre 1915 à Barrow-in-Furness (Royaume-Uni) et mort le 2 octobre 2016 .

## Filmographie

### comme acteur

#### Cinéma
- 1953 : The Story of Gilbert and Sullivan : Defendant in 'Trial by Jury'
- 2000 : Together Again: A Tribute to Kenneth Sandford, John Reed, and Thomas Round (vidéo) : Presenter / Richard Dauntless / Nanki-Poo 1 / Tolloller / Danilo / Marco 2

#### Télévision
- 1955 : La Traviata (TV) : Armand
- 1955 : The Bartered Bride (TV) : Jenik
- 1958 : The Merry Widow (TV) : Count Danilo Danilovitch
- 1972 : The Yeomen of the Guard (TV) : Col. Faifax / 1996 video presenter
- 1972 : Trial by Jury (TV) : The Defendant / 1997 Video Presenter
- 1972 : Ruddigore (TV) : Richard Dauntless / 1997 Video Presenter
- 1972 : The Pirates of Penzance (TV) : Frederic / 1996 Video Presenter
- 1972 : The Mikado (TV) : Nanki-Poo / Video Presenter 1997
- 1972 : Iolanthe (TV) : Earl Tolloller / 1997 Video Presenter
- 1972 : H.M.S. Pinafore (TV) : Ralph Rackstraw / 1996 Video Presenter
- 1972 : The Gondoliers (TV) : Marco Palmieri / Video Presenter
- 2000 : Trial by Jury (TV) : The Defendant

### comme scénariste
- 2000 : Together Again: A Tribute to Kenneth Sandford, John Reed, and Thomas Round (vidéo)